# Pierbattista Pizzaballa
Pierbattista Pizzaballa OFM (Cologno al Serio, 21 april 1965) is een Italiaans geestelijke en een patriarch van de Rooms-Katholieke Kerk.
In 1984 trad hij toe tot de orde van de franciscanen op La Verna. Op 7 september 1985 legde hij de eerste geloften af en op 14 oktober 1989 de eeuwige geloften. Na een studie aan de Pauselijke Antonianum Universiteit ontving hij op 15 september 1990 de priesterwijding. Hierna vertrok hij naar het Studium Biblicum Franciscanum in Jeruzalem. Aan de Hebreeuwse Universiteit van Jeruzalem studeerde hij Hebreeuws en Semitische talen. Van 1998 tot 2004 doceerde hij Bijbels Hebreeuws en Judaïstiek aan het Studium Biblicum Franciscanum en het Studium Theologicum Jerosolymitanum.
Van 2001 tot 2004 was Pizzaballa overste van het H. Simeon en Annaklooster in Jeruzalem. Van daaruit leidde hij de Hebreeuws-sprekende lokale katholieke gemeente.

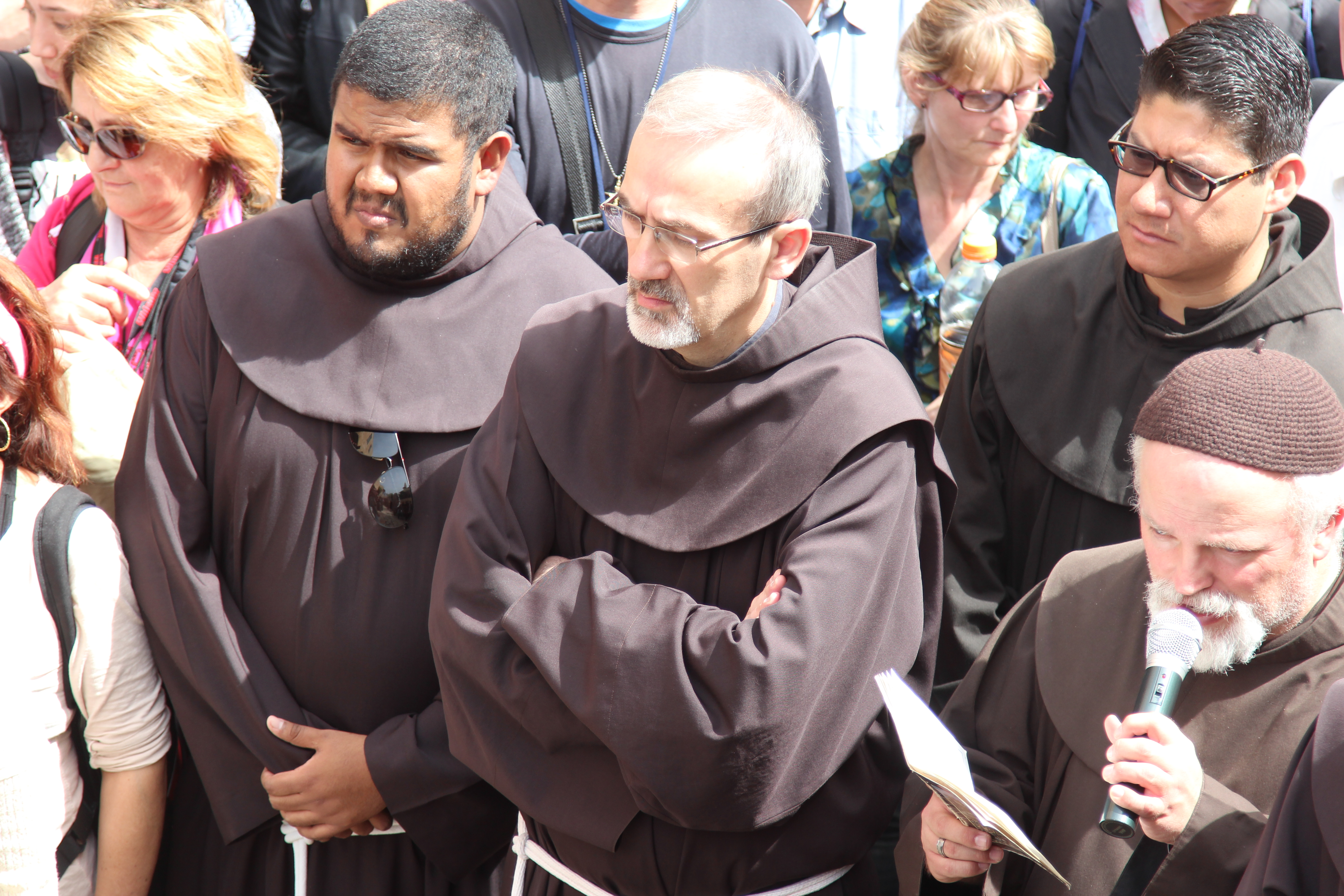
Pizzaballa tijdens de kruiswegprocessie langs de Via Dolorosa op Goede Vrijdag 2016.

Op 15 mei 2004 werd Pizzaballa gekozen tot custos van het Heilige Land. Daarmee werd hij tevens president van de Associazione di Terra Santa / Assoziation pro Terra Sancta (ATS); de hulporganisatie van de Franciscanen in Israël. Ook werd hij voorzitter van de commissie voor evangelisatie van de custodie en lid van de Commissie voor het Jodendom en de Islam. Van 2005 tot 2008 was hij pauselijk vicaris bij het Latijns patriarchaat van Jeruzalem.  In 2016 werd hij als custos opgevolgd door Francesco Patton.
Pierbattista Pizzaballa is Grootkruis-Conventskapelaan van de Orde van Malta en draagt in tijden van onrust in het Midden-Oosten zorg voor de christenen in Israël, Palestina, Syrië, Jordanië, Egypte, Libanon, Irak, Cyprus en Rhodos.
Paus Franciscus benoemde hem op 24 juni 2016 tot apostolisch administrator van het Latijns patriarchaat van Jeruzalem; hij werd tevens benoemd tot titulair aartsbisschop pro hac vice van Verbe. Op 10 september 2016 ontving hij in Bergamo de bisschopswijding van de prefect van de Congregatie voor de Oosterse Kerken, kardinaal Leonardo Sandri. Concelebranten waren de patriarch-emeritus van Jeruzalem, Fouad Twal, en de bisschop van Bergamo, Francesco Beschi. Op 20 oktober 2016 werd Pizzaballa in Rome door grootmeester Edwin Frederick O'Brien opgenomen in de Orde van het Heilig Graf en opgedragen als pro-grootprior.
Op 31 mei 2017 benoemde paus Franciscus Pizzaballa tot lid van de Congregatie voor de Oosterse Kerken.
Op 24 oktober 2020 werd Pizzaballa benoemd tot patriarch van het Latijns patriarchaat van Jeruzalem.
Pizzabella werd tijdens het consistorie van 30 september 2023 kardinaal gecreëerd.
- Gemeinsame Normdatei: 136245765
- International Standard Name Identifier: 0000 0004 4890 544X
- Library of Congress Control Number: n2016047734
- Nationale Bibliotheek van Israël: 987012437179905171
- Istituto Centrale per il Catalogo Unico: UBOV003332
- Système universitaire de documentation: 185835155
- Virtual International Authority File: 232666295
- WorldCat: E39PBJgXcD8h8KhCCh8jJxXPQq